# Espineta argentada
L'espineta argentada (Gerygone tenebrosa) és un ocell de la família dels acantízids (Acanthizidae).

## Hàbitat i distribució
Habita manglars i vegetació de ribera de la costa nord-oest d'Austràlia Occidental.